# Conseil d'État (Irlande)
Le Conseil d'État (en irlandais : Chomhairle Stáit ; en anglais : Council of State) est une institution publique irlandaise instituée par la Constitution du pays pour conseiller le Président d'Irlande dans l'exercice d'un certain nombre de ses pouvoirs discrétionnaires. Le Conseil d’Etat a aussi compétence pour exercer les attributions du Président quand celles-ci ne peuvent être exercées ni par le Président lui-même, ni par la Commission présidentielle.
Gemma Hussey, membre du Conseil de 1989 à 1990, le décrit comme « une institution largement symbolique ».
Le Conseil d’État irlandais est plus proche du Conseil privé britannique que d'un conseil d'État de la tradition française (Privy Council),, bien que Jim Duffy le considère « plus apparent que réel » du fait qu’il n’a ni pouvoir législatif, ni attribution judiciaire.

## Membres
Le Conseil d’état est composé d’un certain nombre de représentants de l’État, siégeant d'office (ex-officio), de certaines personnes ayant précédemment été titulaires de charges spécifiques, et d'un maximum de sept personnes nommées par le Président lui-même. Les membres d'office sont le Procureur général d’Irlande (Attorney General), ainsi que deux représentants des trois branches de l'état, à savoir, des représentants du pouvoir exécutif, du pouvoir législatif et du pouvoir judiciaire.
Contrairement à la plupart des pouvoirs du président, qui ne peuvent être exercés par celui-ci qu’en accord avec les recommandations du gouvernement, la nomination des sept membres est un pouvoir purement discrétionnaire du président. Ces membres siègent jusqu'à ce que le président suivant prenne ses fonctions. Chaque membre du Conseil doit prêter serment avant de pouvoir siéger.
| Catégorie                            | Position                                    | Membre actuel |
| ------------------------------------ | ------------------------------------------- | --- |
| Membres d'office: Pouvoir exécutif   | Taoiseach (Premier ministre)                | Enda Kenny |
| Membres d'office: Pouvoir exécutif   | Tánaiste (Vice Premier ministre)            | Eamon Gilmore |
| Membres d'office: Pouvoir législatif | Ceann Comhairle (Président du Dáil Éireann) | Seán Barrett |
| Membres d'office: Pouvoir législatif | Cathaoirleach (Président du Seanad Éireann) | Paddy Burke |
| Membres d'office: Pouvoir judiciaire | Chief Justice de la Cour Suprême            | Susan Denham |
| Membres d'office: Pouvoir judiciaire | Président de la Haute Cour de justice       | Nicholas Kearns |
| Membre d'office                      | Procureur général                           | Máire Whelan |
| Anciens titulaires de charges        | Président d'Irlande                         | Mary Robinson, Mary McAleese                                                                                               |
| Anciens titulaires de charges        | Taoiseach                                   | Liam Cosgrave, Albert Reynolds, John Bruton, Bertie Ahern, Brian Cowen                                                     |
| Anciens titulaires de charges        | Chief Justice                               | John L. Murray, Thomas Finlay, Ronan Keane                                                                                 |
| Membres nommés par le Président      |                                             | Michael Farrell, Deirdre Heenan, Catherine McGuinness, Gearóid Ó Tuathaigh, Ruairí McKiernan, Sally Mulready, Gerard Quinn |

La Constitution dispose expressément que les membres nommés par le Président peuvent démissionner ou être démis de leurs fonctions par le Président. Les anciens titulaires de charges peuvent devenir membres s’ils sont habilités et prêts à l’être, ce qui sous-entend qu’ils ont le droit de démissionner. Il n’y a cependant pas de base légale permettant de les démettre de leurs fonctions. Quand, en 1997, la Commission McCracken (McCraken Tribunal) a conclu que l’ex-Taoiseach Charles Haughey avait volontairement induit la Commission en erreur, Il fut l’objet de pressions le poussant à démissionner de son poste de Conseiller d’état,. Il s’y refusa néanmoins, mais cessa dès lors de siéger au Conseil, et ce jusqu’à son décès,.
Les membres du Conseil d’état ne sont pas obligés d’exercer la fonction de juré (jury duty).

## Fonctions
Le Président est dans l’obligation de consulter le Conseil d’état avant d’exercer ses pouvoirs de réserve, à l’exception d’un seul, sans pour autant être tenu de suivre son avis. L’exception à cette règle, pour laquelle le Président a un pouvoir discrétionnaire absolu, concerne son refus de prononcer la dissolution du Dáil sur demande du Taoiseach qui aurait perdu la confiance de la chambre basse. Les autres pouvoirs discrétionnaires du président, qui ne requièrent donc pas la consultation du Conseil, sont les suivants :
- Convoquer une session d’une ou des deux chambres de l’Oireachtas[19];
- S’adresser à l’Oireachtas[20];
- S’adresser à la nation[21];
- Créer une commission parlementaire (select committee) destinée à résoudre un litige entre les deux chambres de l’Oireachtas concernant un projet de loi de finance (Money bill)[22];
- Abréger la durée d’une délibération du Seanad sur un projet de loi[23];
- Déférer un projet ou une proposition de loi à la Cour Suprême pour qu’elle opère un contrôle de sa constitutionnalité[24];
- Soumettre un projet ou une proposition de loi aux citoyens par la voie du référendum[25].

## Réunions du Conseil
Les réunions du Conseil convoqué pour consultation par le Président, conformément à la constitution, sont relativement rares, bien qu’elles soient plus fréquentes que par le passé depuis l’élection de Mary Robinson à la présidence en 1990.
Les réunions du conseil se tiennent à la Résidence du Président. Les réunions se tiennent à huis clos. Les conseillers siègent par ordre de préséance dans la Chambre du Président (The President’s Room) autour d’une table acquise par le Président de Valéra en 1961, et datant de 1927. Le secrétaire particulier du Président sert de greffier au Conseil. Le Conseil ne donne pas un avis général. Le président demande l’avis de chacun des conseillers, et les discussions et débats qui suivent peuvent impliquer plusieurs membres du conseil. L’absence de moyen matériel fourni aux conseillers a été l’objet de critiques ; en effet, lors des réunions, les membres reçoivent un exemplaire de la Constitution.

### Réunions concernant l'allocution du Président à l’Oireachtas
Depuis l’adoption de la Constitution, quatre réunions du Conseil ont été convoquées concernant l'allocution d’un Président à l’Oireachtas : une par Éamon de Valera, deux par Mary Robinson et une par Mary McAleese. De telles allocutions sont soumises à l’approbation du gouvernement et, bien qu'elles ne requièrent pas la consultation du Conseil, en pratique, leur texte est toujours soumis à son avis.
| Date de la réunion | Président       | Sujet de l’allocution                                                 | Date de l’allocution (avec lien vers le texte originel) | Observations                                                                           |
| ------------------ | --------------- | --------------------------------------------------------------------- | ------------------------------------------------------- | -------------------------------------------------------------------------------------- |
| 20 décembre 1968   | Éamon de Valera | 50th anniversary of the First Dáil (50e anniversaire du premier Dáil) | 21 janvier 1969                                         | Brendan Corish fut le seul absent lors de la réunion du Conseil.                       |
| 29 juin 1992       | Mary Robinson   | "The Irish Identity in Europe" (L’identité irlandaise en Europe)      | 8 juillet 1992                                          |                                                                                        |
| 24 janvier 1995    | Mary Robinson   | "Cherishing the Irish diaspora " (Chérire la diaspora irlandaise)     | 2 février 1995                                          |                                                                                        |
| 28 octobre 1999    | Mary McAleese   | "Marking the millennium " (Marquer le millénaire)                     | 16 décembre 1999                                        | Charles Haughey, Albert Reynolds, et Mary Robinson étaient absents lors de la réunion. |

### Réunions concernant la référence de projets de loi à la Cour suprême
Excluant les quatre réunions concernant l'allocution d'un président auprès de l'Oreichtas, toutes les réunions du Conseil d'état ont été convoquées pour conseiller un président quant à son intention de déférer un projet ou une proposition de loi à la Cour Suprême.
Dans un tel cas de figure, le Président peut choisir de promulguer la loi après réunion du Conseil, sans la déférer à la Cour Suprême. S’il la défère à la Cour Suprême, celle-ci peut la considérer conforme à la constitution, auquel cas le Président la promulguera, ou au contraire, la déclarer contraire à la constitution, ce qui l'invalide et interdit sa promulgation en l'État.
L’avis individuel des membres du Conseil fourni au Président quant à la voie qu’il devrait suivre n’est jamais révélé.
| Date de la réunion                                                                                 | Loi (section)                                                                                  | Président                                        | Conséquences                                                                     | Observations |
| -------------------------------------------------------------------------------------------------- | ---------------------------------------------------------------------------------------------- | ------------------------------------------------ | -------------------------------------------------------------------------------- | --- |
| 8 janvier 1940                                                                                     | Offences against the State (Amendment) Bill, 1940                                              | Douglas Hyde                                     | Déférée et déclarée conforme à la Constitution,                                  | William T. Cosgrave fut le seul membre du Conseil absent lors de la réunion. La branche du Parti Travailiste de Dublin Nord-West vota une motion exhortant William Norton à se retirer du conseil qui, d’après eux, n’existait que pour « approuver les restrictions de la liberté imposées par le parti Fianna Fáil ». |
| 25 février 1943                                                                                    | School Attendance Bill, 1942                                                                   | Douglas Hyde                                     | Déférée et déclarée contraire à la Constitution,                                 | |
| 13 août 1947                                                                                       | Health Bill, 1947                                                                              | Seán T. O'Kelly                                  | Promulguée sans référence                                                        | George Gavan Duffy, Douglas Hyde, Timothy Sullivan, William T. Cosgrave, et Richard Mulcahy étaient absents lors de la réunion du conseil. |
| 14 juin 1961                                                                                       | Electoral (Amendment) Bill, 1961                                                               | Éamon de Valera                                  | Déférée et déclarée conforme,                                                    | |
| 6 mars 1967                                                                                        | Income Tax Bill, 1966                                                                          | Éamon de Valera                                  | Promulguée sans référence                                                        | Tous les membres du Conseil étaient présents. Le 7 mars, avant que le président n’annonce sa décision, le projet de loi fut présenté au parlement et votée. Ceci eut pour effet d’éliminer les dispositions litigieuses du projet de loi,. Le Président promulgua les deux lois le lendemain,. |
| 10 mars 1976                                                                                       | Criminal Law (Jurisdiction) Bill, 1975                                                         | Cearbhall Ó Dálaigh                              | Déférée et déclarée conforme à la constitution,                                  | James Dooge, Cathaoirleach du Seanad, était absent. |
| 23 septembre 1976 (a)                                                                              | Emergency Powers Bill, 1976                                                                    | Cearbhall Ó Dálaigh                              | Déférée et déclarée conforme à la constitution,                                  | La réunion, durant laquelle deux projets de loi furent débattus, dura 4 heures. Maurice E. Dockrell fut le seul absent. Le Président Ó Dálaigh et le Procureur Général, Declan Costello débattirent longuement sur des points de droit très spécifiques. Le ministre Paddy Donegan déclara que la décision du Président de déférer le projet de loi était une honte monumentale ("a thundering disgrace"), ce qui conduisit, en partie au moins, Ó Dálaigh à démissionner. |
| 23 septembre 1976 (b)                                                                              | Criminal Law Bill, 1976                                                                        | Cearbhall Ó Dálaigh                              | Promulguée sans référence                                                        | Réunion pour les mêmes motifs que ci-dessus |
| 22 décembre 1981                                                                                   | Housing (Private Rented Dwellings Bill), 1981                                                  | Patrick Hillery                                  | Déférée et déclarée contraire à la constitution,                                 | |
| 20 décembre 1983                                                                                   | Electoral (Amendment) Bill, 1983                                                               | Patrick Hillery                                  | Déférée et déclarée contraire à la constitution,                                 | Siobhán McKenna, Seán MacEntee, et James Dillonétaient absent lors de la réunion. Le projet de loi aurait donné aux sujets britanniques le droit de voter à toutes les élections irlandaises. Le Neuvième amendement à la Constitution de l'Irlande permet, depuis 1984, aux sujets britanniques de voter aux élections du Dáil, mais pas aux élections présidentielles ou aux référendums. The Electoral (Amendment) Act, 1985 extended the franchise for Dáil elections. |
| 5 décembre 1984                                                                                    | Criminal Justice Bill, 1983                                                                    | Patrick Hillery                                  | Promulguée sans référence                                                        | Siobhán McKenna et Máirín Bean Uí Dhálaigh étaient absent. |
| 22 juin 1988                                                                                       | Adoption (No. 2) Bill, 1987                                                                    | Patrick Hillery                                  | Déférée et déclarée conforme à la constitution,                                  | Tom O'Higgins et Jack Lynch étaient absents. |
| 30 octobre 1991                                                                                    | Fisheries (Amendment) Bill, 1990                                                               | Mary Robinson                                    | Promulguée sans référence                                                        | |
| 1er décembre 1993                                                                                  | Matrimonial Home Bill, 1993                                                                    | Mary Robinson                                    | Déférée et déclarée contraire à la constitution,                                 | |
| 1er mars 1994                                                                                      | Criminal Justice (Public Order) Bill, 1993                                                     | Mary Robinson                                    | Promulguée sans référence                                                        | |
| 16 mars 1995                                                                                       | Regulation of Information services outside the State for Termination of Pregnancies Bill, 1995 | Mary Robinson                                    | Déférée et déclarée conforme à la constitution,                                  | La loi découle du Quatorzième amendement (en) à la Constitution de l'Irlande, voté un an plus tôt. |
| 1er avril 1997 Fourteenth Amendment of the Constitution of Ireland\|Employment Equality Bill, 1996 | Mary Robinson                                                                                  | Déférée et déclarée contraire à la constitution, | 15 des 22 membres du Conseil participèrent à la réunion, y compris le Taoiseach. | |
| 6 mai 1997                                                                                         | Equal Status Bill, 1997                                                                        | Mary Robinson                                    | Déférée et déclarée contraire à la constitution,                                 | Charles Haughey étaient absent lors de la réunion. |
| 30 juin 2000 (a)                                                                                   | Planning and Development Bill 1999                                                             | Mary McAleese                                    | Déférée en partie et reconnue conforme à la constitution,                        | |
| 30 juin 2000 (b)                                                                                   | Illegal Immigrants (Trafficking) Bill 1999                                                     | Mary McAleese                                    | Déférée en partie et reconnue conforme à la constitution,                        | Même réunion que précédemment. |
| 8 avril 2002                                                                                       | Section 24 of the Housing (Miscellaneous Provisions) (No. 2) Bill, 2001                        | Mary McAleese                                    | Promulguée sans référence                                                        | |
| 21 décembre 2004                                                                                   | Health (Amendment) (No. 2) Bill 2004                                                           | Mary McAleese                                    | Déférée et déclarée contraire à la Constitution,                                 | Charles Haughey fut le seul absent. |
| 9 mai 2007                                                                                         | Criminal Justice Bill 2007                                                                     | Mary McAleese                                    | Promulguée sans référence                                                        | |
| 22 juillet 2009 (a)                                                                                | Defamation Bill 2006                                                                           | Mary McAleese                                    | Promulguée sans référence                                                        | 19 des 22 membres du Conseil étaient présents; la réunion dura plus de 3 heures. |
| 22 juillet 2009 (b)                                                                                | Criminal Justice (Amendment) Bill 2009                                                         | Mary McAleese                                    | Promulguée sans référence                                                        | Même réunion que précédemment. |
| 21 décembre 2010                                                                                   | Credit Institutions (Stabilisation) Bill 2010                                                  | Mary McAleese                                    | Promulguée sans référence                                                        | |